# Tuğçe Güder
Tuğçe Güder (1985) és una model turca, i guanyadora del concurs femení Best Model of the World 2005.
D'origen africà, Tuğçe va ser adoptada per una familia turca, des d'un orfenat on havia estat abandonada pocs dies després de néixer a Turquia. Model des dels 17 anys, va participar en projectes d'ajuda als nens orfes. L'any 2005, i juntament amb el model Burak Özçivit, va guanyar el concurs Best Model of Turkey 2005. Representà a Turquia en el Best Model of the World 2005 i guanyà el tìtol femení, mentre l'indi Siddhart Ashok Shukla fou elegit "millor model masculí". El 2008 es casà amb l'home de negocis Uğur Karas i el 2010 tingueren un fill, Evran. Un temps després deixà el món dels models.